# مخرج أفلام

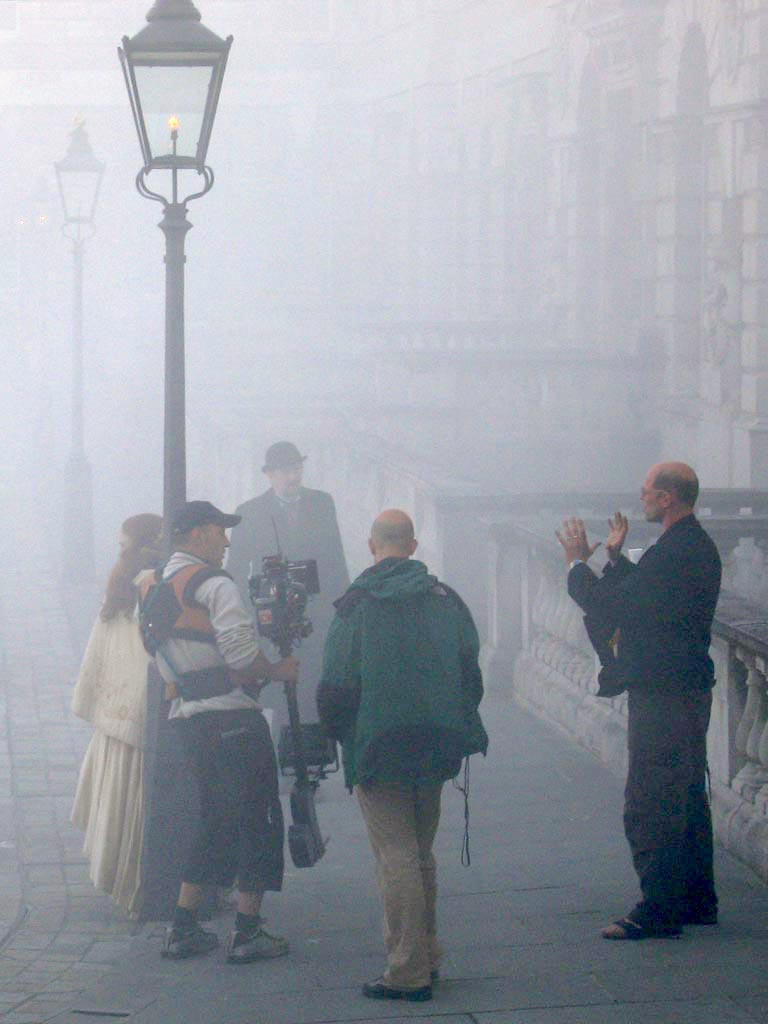
صورة لفلم أثناء إخراجه

الإخراج في أبسط صورة هو إدارة للعمل الفني، أيًّا كان نوعه، حيث يقوم شخص مسؤول مسؤولية شبه مطلقة عن المُنتَج النهائي. في حالة الإخراج السينمائي، يكون المنتج هو الفلم، حيث يتوقع المخرج كيف سيبدو وكيف سيظهر الشكل النهائي للفلم من واقع خبرةٍ مسبقةٍ أو دراسةٍ لهذا المجال، كما يقوم بعمل الفلم بمساعدةِ طاقمِ العمل.

## وسائل الإخراج
تعتمد وسائل الاخراج على مدى فهم المخرج للنص أو الفكرة المراد لها تسخير هذه الوسائل وتعتمد على المخرج وثقافته وقراءاته كي يتسنى له تسخير هذه الوسائل للإبداع سواء كان المقصود به المسرح أو السينما أو الإذاعة والتلفزيون.
وتعتبر من أهم وسائل الإخراج السينمائي والتليفزيوني السيناريو واختيار طاقم العمل من فنانين وفنيين والمونتاج (وهو عملية قص ولصق المشاهد المصورة لتخرج في رؤية درامية يحددها المخرج مع المونتير). والمخرج يعدّ الأب الأول للعمل الفني وخصائصه المتمثلة في نوعية اختيار الفلم والممثلين.
يمكن أن نلاحظ أن دراسة الإخراج في الأكاديميات المتخصصة ترتبط بدراسة السيناريو والحوار. كما أن المقدمين لهذه الدراسة يمرون باختبارات في التمثيل....إذن ارتباط الإخراج بالمشهدية (سيناريو) والتمثيل هو شيء مهم جدا حيث يفترض في المخرج الناجح إتقانه لمجموعة الفنون والمواهب السالف ذكرها.

## المخرج والسيناريو
عندما يبدأ المخرج العمل في فلم، يجب أولاً أن يفسر نص السيناريو. وعملية تفسير النص هي عكس عملية كتابته، فكاتب السيناريو يطور القصة حول شخصيات وأفكار، بينما المخرج كمفسر للنص، يتخلص من القصة ليحدد تلك الشخصيات والأفكار.
وحينما ينتهي المخرج من فهم وتفسير نص السيناريو، يبدأ في تحويله إلى سيناريو إخراجي Decoupage. ويتضمن هذا تصميم اللقطات التي تستخدم لبناء المشاهد. وفي أثناء تصميم تلك اللقطات، يتم تدوين بعض الملاحظات حول حجم اللقطة، ومكان الكاميرا، وتكوين الصورة، والحركة. تصميم اللقطة هو المجال الأول الذي يتيح للمخرج فرصة للإبداع في عمل الفلم.

## المخرج وقواعد اللغة
أنتجت السينما منذ نشأتها لغتها الخاصة بها، وقواعدها، وأساليبها، والتي تكشف المعرفة بها -كما في اللغة المكتوبة- مدى ثقافة أو جهل المشتغلين بها. وتعتبر اللقطات، والمشاهد، وحركات الكاميرا، والعدسات، والمونتاج هي المعادل السينمائي للكلمات، والجمل، والفقرات، وعلامات الترقيم...الخ. وقد اكتسب كل مفهوم وتقنية سينمائية، وظيفة ودلالة معينة من خلال الاستخدام، لابد أن يستوعبها المخرج السينمائي جيداً لكي يتمكن من توصيل ما يريده بدقة وبأسلوب يفهمه المتفرج دون لبس. ومنذ ظهور التليفزيون في بداية الخمسينات وهو يستعمل نفس مفردات اللغة السينمائية، أي أنهما يتحدثان لغة واحدة. ولذلك ولكي يحكي المخرج السينمائي أو التليفزيوني قصة، يجب عليه أن يفهم أولاً القواعد اللغوية الخاصة بهم، وطرق استخدامها.

## المخرج وقواعد الحرفة
تعتبر احترافية المخرج شيئا أساسيا في مهنة الإخراج. وتعتمد معظم قواعد هذه الحرفة على الحس الفني للمخرج وعلى مُدة احترافه للمهنة وعلى معرفته بما هو مناسب وما هو غير ذلك.
وكما هو الحال مع مهارات الحرفة الأخرى الخاصة بصناعة السينما، مثل المونتاج والصوت، فإن العملية الإبداعية هامة جدا. وعلى العكس من الفنون الأخرى، التي يمكن فيها الإبداع بدون تعلم مهارة حرفية، فنجد أن عملية الإخراج لا تتحقق إلا عبر عملية تقنية، ومع هذا لا يعوق العملية الإبداعية. ولذلك تنطبق مقولة «الإبداع فوق قواعد الحرفة» على عنصر الإخراج كما هو في مهارة أي حرفة أخرى.

## المخرج وفريق العمل
يعدّ الشكل الفني للسينما في حد ذاته أداة لتوصيل رسالة، باستخدام الصور، والحركة، والألوان، والصوت، والموسيقى، والكلمة المنطوقة. والسينما فن يقوم على التعاون بين المخرج والعاملين الذين تقوم هذه الصناعة على أكتافهم، وحتى يكتمل الفلم ينبغي أن يقوم كل منهم بالتواصل مع الآخرين. فالكل له رؤيته الخاصة للفلم وما يجب أن يكون عليه في النهاية، ولابد أن يتم التواصل بين زوايا الرؤية المختلفة.
وتتكون عملية صناعة الفلم من ثلاث مراحل رئيسية: مرحلة ما قبل الإنتاج (أو ما قبل التصوير) Preproduction، ومرحلة الإنتاج (أو مرحلة التصوير) Production، ومرحلة ما بعد التصوير (أو مرحلة المونتاج) Postproduction. وفي كل مرحلة من هذه المراحل يتعاون كثير من البشر يبدعون، ويشكلون، وينتجون العناصر التي سوف يتكون منها الفلم في النهاية.
ليس هذا وحسب فمن المهم جدا أن يختار المخرج الفريق الفني المصاحب له بعناية شديدة من مدير تصوير ومصور وفني صوت وفني مكياج ويكون اختياره لهم مبنياً على بعض النقاط أولاً أن يتم اختيارهم حسب خبرتهم وأن يكونوا مفيدين للمخرج في موضوع النص الذي اختاره أي بمعنى أن يختار مدير التصوير الذي يتماشى مع طبيعة النص في حال كان العمل تاريخي أو رعب أو كوميدي أو فنتازيا فهذه أمور في غاية الأهمية للعمل وهناك جانب آخر وهو أن يكون هناك انسجام بين المخرج وفريق العمل الذي سيعمل معه لأن هذا له عامل كبير جداً في خلق روح منسجمة أثناء تنفيذ العمل ويفضل أن يكونوا قد عملوا معه في أعمال سابقة.

## مساعدو المخرج
عادة ما يكون للمخرج أكثر من مساعد، ويكونون كالتالي:
1- مساعد مخرج أول.
2- مساعد مخرج ثاني.
3- مساعد مخرج ثالث.
4- ملاحظة السيناريو (فتاة التتابع).
وذلك حتى يضمن المخرج السيطرة الكاملة على كل صغيرة وكبيرة أثناء التصوير. وعادة ما يكون مساعد المخرج الثاني، والثالث، تحت إشراف مساعد المخرج الأول.
مساعد المخرج والمسؤوليات المكلف بتنفيذها والقيام بها. وليست مهمته مجرد تنظيم العمل، وتدوين الجداول والتقارير ولكنها أيضاً دفع لإمكانيات العمل إلى الأمام، واستيعاب كامل للمخرج وأسلوبه. وله وظائف فنية معروفة إلى جانب اضطلاعه بمهام إدارية أخرى تضاف إلى أعبائه سواء في مرحلتي التحضير أو التصوير.
وهو المسؤول عن سير العمل، ومواعيده في موقع التصوير. وذلك من خلال تعاونه مع العاملين الفنيين في الفلم، حتى يكونون على استعداد لكل لقطة في الوقت المحدد.
ومن أهم مهام مساعد المخرج الأول هو كونه حلقة الوصل بين المخرج، ومدير الإنتاج في موقع التصوير. ولكن عندما يتعلق الأمر بجداول التصوير، أو نقل وتموين العاملين بالفلم، عندها يعمل مباشرة مع مدير الإنتاج، بدون الاحتياج للمخرج، حتى يترك له المساحة الكافية للتركيز على التصوير.